# 六坝镇 (民乐县)
六坝镇，是中华人民共和国甘肃省张掖市民乐县下辖的一个乡镇级行政单位。

## 行政区划
六坝镇下辖以下地区：
六坝村、西上坝村、东上坝村、四堡村、四坝村、铨将村、韩武村、海潮坝村、王官村、五坝村、五庄村、赵岗村、柴庄村、金山村、北滩村和新民村。